# SK Sturm Graz

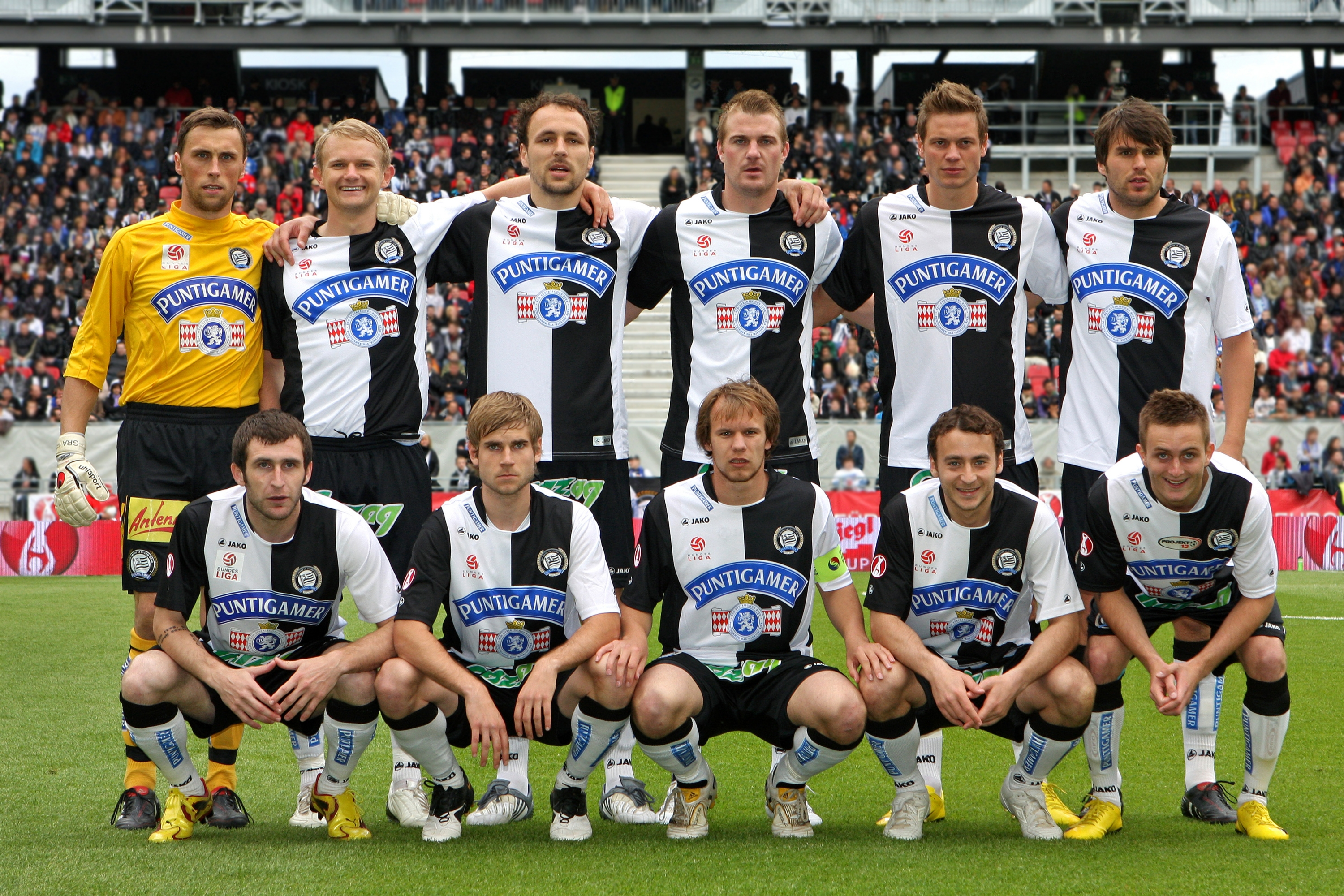
SK Sturm Graz, 2010

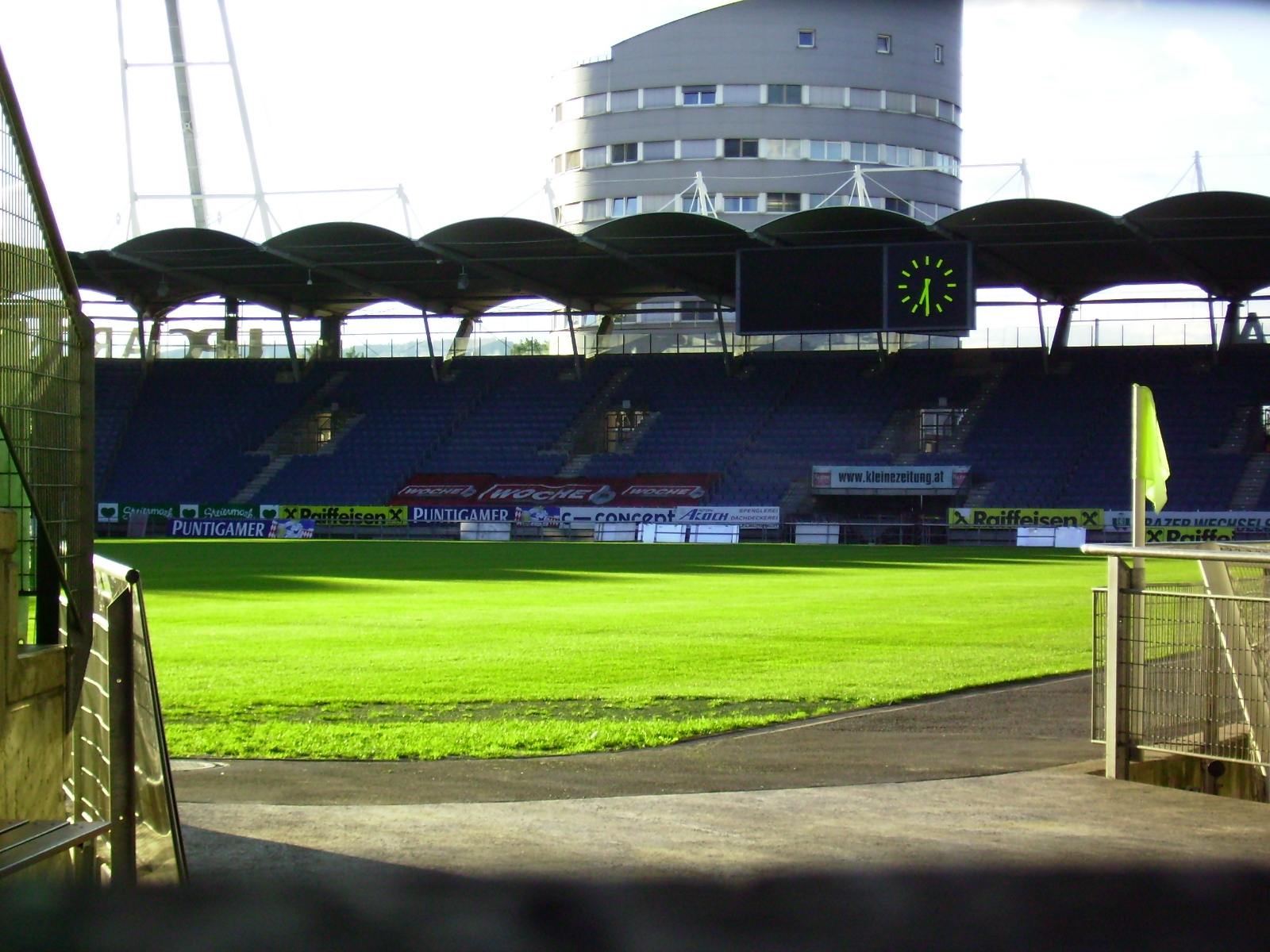

Sportklub Sturm Graz (obecně známý jako Sturm Graz a ze sponzorských důvodů aktuálně se jmenující SK Puntigamer Sturm Graz) je rakouský fotbalový klub sídlící ve Štýrském Hradci. Soutěží v Bundeslize, nejvyšší úrovni rakouského fotbalu, a své domácí zápasy hraje v Merkur Areně.
Klub byl založen roku 1909 a klubové barvy jsou černá a bílá.

## Trofeje
- Rakouská Bundesliga (4×)[1]
  - 1997/98, 1998/99, 2010/11, 2023/24
- Rakouský Pohár (6×)[2]
  - 1995/96, 1996/97, 1998/99, 2009/10, 2017/18, 2022/23
- Rakouský Superpohár (3×)[3]
  - 1996, 1998, 1999

## Česká stopa
- Vítězslav Jaroš (od ledna 2024 na hostování z Liverpoolu)